# 丙酸诺龙
丙酸诺龙（英語：Nandrolone propionate，或称为19-去甲睾酮-17β-丙酸酯 19-nortestosterone 17β-propionate，商品名为Anabolicus）是一种雄激素同化類固醇（AAS）药物，在西班牙有出售。

19-去甲睾酮（Nandrolone，诺龙），丙酸诺龙的最终活性形式